# Stefan Tarkowski
Stefan Tarkowski herbu Klamry (zm. 21/22 maja 1749 roku) – kasztelan brzeskolitewski w latach 1736-1749, miecznik bełski w latach 1719-1733.
Jako poseł na sejm zwyczajny pacyfikacyjny 1735 roku z województwa brzeskolitewskiego i stronnik Augusta III Sasa podpisał uchwałę Rady Generalnej Konfederacji Warszawskiej w 1735 roku.